# 横浜市立大学看護短期大学部
横浜市立大学看護短期大学部（よこはましりつだいがくかんごたんきだいがくぶ、英語: Yokohama City University College of Nursing）は、神奈川県横浜市金沢区福浦3-9に本部を置いていた日本の公立大学である。1995年に設置され、2008年に廃止された。大学の略称は看短。

## 概要

### 大学全体
- 神奈川県横浜市金沢区に所在した日本の公立短期大学で、設置主体は横浜市のち公立大学法人横浜市立大学[1]。
- 1995年に学科数1、入学総定員は120名体制で開学[2]。以後学科の増設等はなし。
- 2004年度の入学生を最後に[注釈 2]、短期大学としての使命を終える[4]。

### 教育および研究
- 横浜市立大学看護短期大学部は、学名通り看護教育に力をいれており、横浜市立大学医学部附属浦舟病院や横浜市立市民病院などの総合病院や各種専門病院や老人福祉施設や保健所などでの臨地実習があった。卒業所要単位が112単位以上とかなり過密なカリキュラムだったことがうかがえる[5]。

### 学風および特色
- 横浜市立大学看護短期大学部は医学部に併設されていた関係上、両者との交流が深いものとなっていた。

## 沿革
- 1898年 横浜市立十全看護婦養成所が発足。
- 1952年 横浜市看護婦養成所が発足。
- 1971年 横浜市立大学医学部付属高等看護学校に改組。
- 1992年
  - 7月 横浜市立大学看護短期大学部の設置における総事業費、60億円を見込む[6]。
- 1994年
  - 12月21日 左記を以て文部省[注 2]より短期大学の設置が認可される[7]。
- 1995年
  - 4月1日 横浜市立大学看護短期大学部が以下の学科体制にて開学する。
    - 看護学科 入学定員120名

  - 5月1日 学生数[8]/定員
    - 看護学科 120[注 3]/120
- 1999年
  - 5月1日 学生数[9]/定員
    - 看護学科 362[注 4]/360
- 2004年
  - 4月1日 この年度で最後の学生募集となる[注釈 2]。
- 2008年
  - 7月31日 左記をもって正式に廃止となる[4]。

## 基礎データ

### 所在地
- 神奈川県横浜市金沢区福浦3-9[注釈 1]

## 教育および研究

### 組織

#### 学科
- 看護学科 入学定員120名[注 5]

#### 専攻科
- なし

#### 別科
- なし

#### 取得資格について
- 看護師受験資格が得られるシステムとなっていた[5]。

### 研究
- 横浜市立大学看護短期大学部 編『年報』[11]ほか。
- 『初学者が採血の技術を習得するための学習支援教材の開発 人工皮膚・人工血管装着モデル教材』[12]ほか。

## 学生生活

### 部活動・クラブ活動・サークル活動
- 横浜市立大学看護短期大学部で活動していたクラブ活動[5]：ソフトボール・チアリーダー・茶道・手話・音楽などがあった。その他、横浜市立大学のクラブに参加している短大生も多かった。

### 学園祭
- 横浜市立大学看護短期大学部の学園祭は例年、11月頃に行われていた[5]。

## 大学関係者と組織

### 大学関係者一覧
歴代学長
- 加藤祐三

## 施設[5]

### キャンパス
- 設備：短大独自の校舎があり鉄筋6階建となっていた。
- 周辺には、医学部付属病院や医学情報センターもあり横浜港がすぐに見える場所に設置されていた。

### 学生食堂
- 横浜市立大学看護短期大学部の学生食堂（学食）は、短大校舎の2階にあった。

## 対外関係

### 系列校
- 横浜市立大学

## 卒業後の進路について

### 就職について
- 横浜市立大学医学部附属の系列病院ほか大手の病院における看護職に就く人が多いものとなっていた[5]。

### 編入学･進学実績
- 東京大学・山形大学・金沢大学・広島大学・佐賀医科大学などの編入学実績がある[13]。